# 빔선
빔선 시사(베트남어: Thị xã Bỉm Sơn / 市社扁山)는 베트남 타인호아성의 티싸(시사)이다.

## 행정 구역
빔선 시사에는 6개 방(坊)과 1개 사(社)가 있다.

### 방
- 바딘 (Ba Đình / 巴亭)
- 북선 (Bắc Sơn / 北山)
- 동선 (Đông Sơn / 東山)
- 람선 (Lam Sơn / 藍山)
- 응옥짜오 (Ngọc Trạo / 玉棹)
- 푸선 (Phú Sơn / 富山)

### 사
- 꽝쭝 (Quang Trung / 光中)